# Area-7
Area-7 är en australisk musikgrupp som spelar ska (alternativ rockmusik). Bandet grundades år 1994 i Melbourne.

## Medlemmar
Nuvarande medlemmar
- Chucky T (Charles Thompson) - gitarr (1994-idag)
- Dan (Dan Morrison) - trummor (1994-2020, avliden 1 december 2020)
- Handsome Andy (Andy Gardiner) - basgitarr
- Pauly West (Paul West) - trombon (2002-idag)
- Occa (Dennis O'Connell) - saxofon
- DJ - keyboard
- Stevo (John Stevens) - sång (1996-idag)

Tidigare medlemmar
- Walter Eskdale - sång (1994-1996)
- Doogs (Dugald McNaughtan) - keyboard (1994-?)
- Albags (Alistair Shepherd) - saxofon (1994-2002)
- Tobias (Toby Dargaville) - trumpet (1995-2002)
- Rohan Pacey - basgitarr (1994-2002)
- Matt Sanders - trumpet (2002-?)
- Chris Meighen (Christopher Alan Meighen) - basgitarr (2002-?)

## Diskografi

### Album
- Bitter & Twisted (Gold Status, Sales 50,000 +)(2000) (#3 Australia)
- Say It To My Face (2001) (#36 Australia)
- Torn Apart (2005)

### Singlar och EP-skivor
- No Logic Demo (1996) EP (9 tracks)[2]
- Road Rage (1997) EP (7 tracks)
- No Logic (1998) EP
- Bitter Words (1998)
- Second Class Citizen (1999) #19 Australia
- Start Making Sense (2000) #37 Australia
- Bitter Words/Himbo (2000)
- Leave Me Alone (2001) #38 Australia
- Individuality (2001)
- Nobody Likes A Bogan (2002) #26 Australia
- Big Issue (2004)